# Igiaba Scego

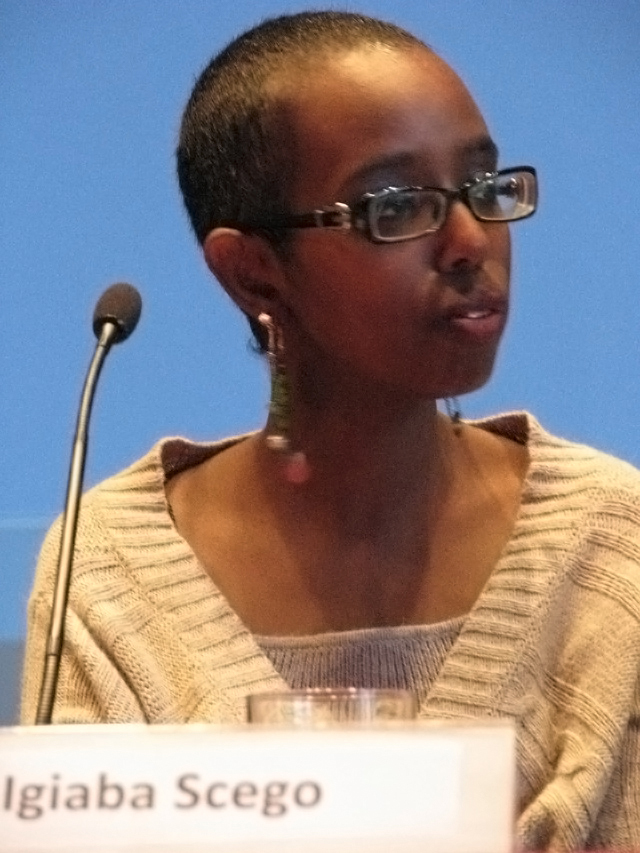
Igiaba Scego (2010)

Igiaba Scego (geboren 20. März 1974 in Rom) ist eine italienische Schriftstellerin und Journalistin.

## Leben
Igiaba Scegos Eltern sind nach dem Staatsstreich Siad Barres aus Somalia nach Italien emigriert, ihr Vater hatte dort ein Ministeramt inne. Sie studierte Fremdsprachen in Rom an der La Sapienza und wurde an der Universität Rom III in Pädagogik promoviert.
2003 gewann sie in Italien mit dem Premio Eks&Tra ihren ersten Literaturpreis für die Kurzgeschichte Salsicce (dt.: Würstchen), bevor noch im gleichen Jahr ihr erster Roman La nomade che amava Alfred Hitchcock erschien. Scego schreibt auch für Zeitungen und Zeitschriften wie La Repubblica, Il Manifesto, L’Unità und Internazionale, in deutscher Übersetzung in der taz. Sie ist Herausgeberin mehrerer Anthologien unter dem Oberbegriff „Migrationsliteratur“.
Im Jahr 2021 wurde Scego mit einem der Sonderpreise des Premio Viareggio ausgezeichnet.

## Werke (Auswahl)
- La nomade che amava Alfred Hitchcock. Rom: Sinnos, 2003
- Rhoda. Rom: Sinnos, 2004
- Pecore nere. Anthologie mit Gabriela Kuruvilla, Ingy Mubiayi, Laila Wadia. Rom: Laterza, 2005
- Quando nasci è una roulette. Giovani figli di migranti si raccontano. Terre di Mezzo, 2007
- Oltre Babilonia. Rom: Donzelli, 2008
- L'albero dans Nessuna Pietà, Salani editore, 2009
- La mia casa è dove sono. Mailand: Rizzoli, 2010
- mit Rino Bianchi: Roma Negata: percorsi postcoloniali nella città. Rom: Ediesse, 2014
- Adua. Florenz: Giunti, 2015
- Dismatria und weitere Texte. Übersetzung Ruth Mader-Koltay. Vorwort Martha Kleinhans. Freiburg: nonsolo, 2020
- Cassandra a Mogadiscio.
  - Kassandra in Mogadischu : Roman. Übersetzung Verena von Koskull. Frankfurt am Main: S. Fischer, 2024